# Erste Nowgoroder Chronik

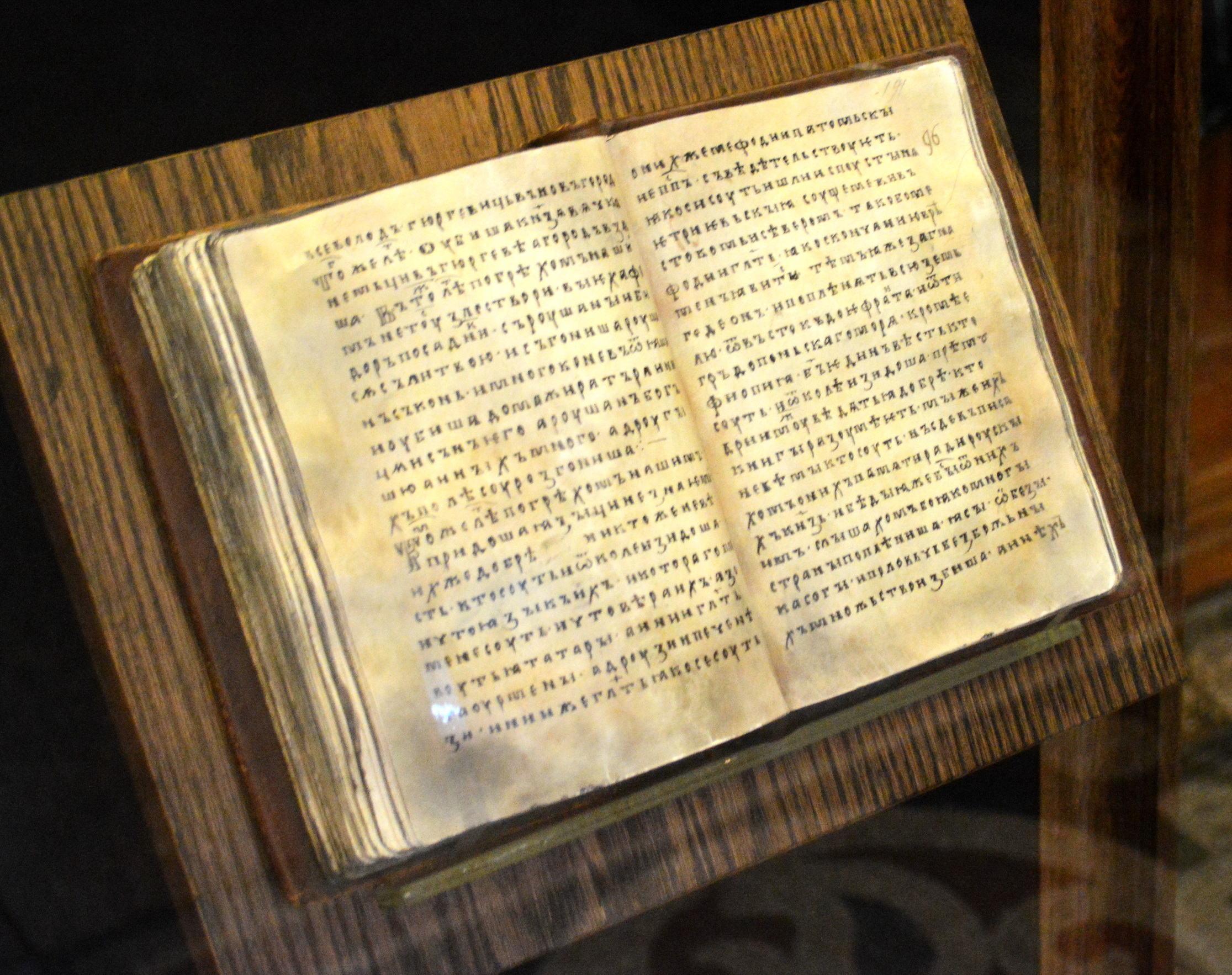
Älteste erhaltene Kopie der Nowgoroder Chronik

Die Erste Nowgoroder Chronik (russisch Новгородская первая летопись, Abkürzung НПЛ/NPL) ist eine altrussische Chronik aus dem 14. Jahrhundert. Sie beschreibt Geschehnisse aus der Geschichte Nowgorods und der Kiewer Rus von 1016 bis 1330/52.

## Handschriften
Die älteste Fassung ist in der Synodalhandschrift enthalten, deren erster Teil um 1234/60 und deren zweiter Teil um 1330/52 entstand.
Sie befindet sich heute im Archiv des Staatlichen Historischen Museums Moskau.
Es gibt 3 spätere Fassungen aus dem 15. und 16. Jahrhundert, die teilweise weitere Informationen wiedergeben.

## Bedeutung
Die Erste Nowgoroder Handschrift berichtet zahlreiche Einzelheiten aus der Geschichte Nowgorods, die in keiner anderen mittelalterlichen Chronik enthalten sind.
In der Fassung der Kompilation von 1095 sind ältere Textbestandteile enthalten als in der Nestorchronik.

## Ausgaben
- Joachim Dietze: Die Erste Novgoroder Chronik nach ihrer ältesten Redaction (Synodalhandschrift) 1016—1330/1352: Edition der altrussischen Textes und Faksimile der Handschrift im Nachdruck. München, 1971.